# Cantón de Roquecourbe
El cantón de Roquecourbe era una división administrativa francesa, que estaba situada en el departamento de Tarn y la región de Mediodía-Pirineos.

## Composición
El cantón estaba formado por seis comunas:
- Burlats
- Lacrouzette
- Montfa
- Roquecourbe
- Saint-Germier
- Saint-Jean-de-Vals

## Supresión del cantón de Roquecourbe
En aplicación del Decreto n.º 2014-170 de 17 de febrero de 2014, el cantón de Roquecourbe fue suprimido el 22 de marzo de 2015 y sus 6 comunas pasaron a formar parte; cinco del nuevo cantón de Castres-2 y una del nuevo cantón de Las Altas Tierras de Oc.